# مدناکس
مدناکس (انگلیسی: Mednax) شرکت تجهیزات پزشکی آمریکایی است، که در سال ۱۹۷۹ تأسیس شد.